# Lore Richter

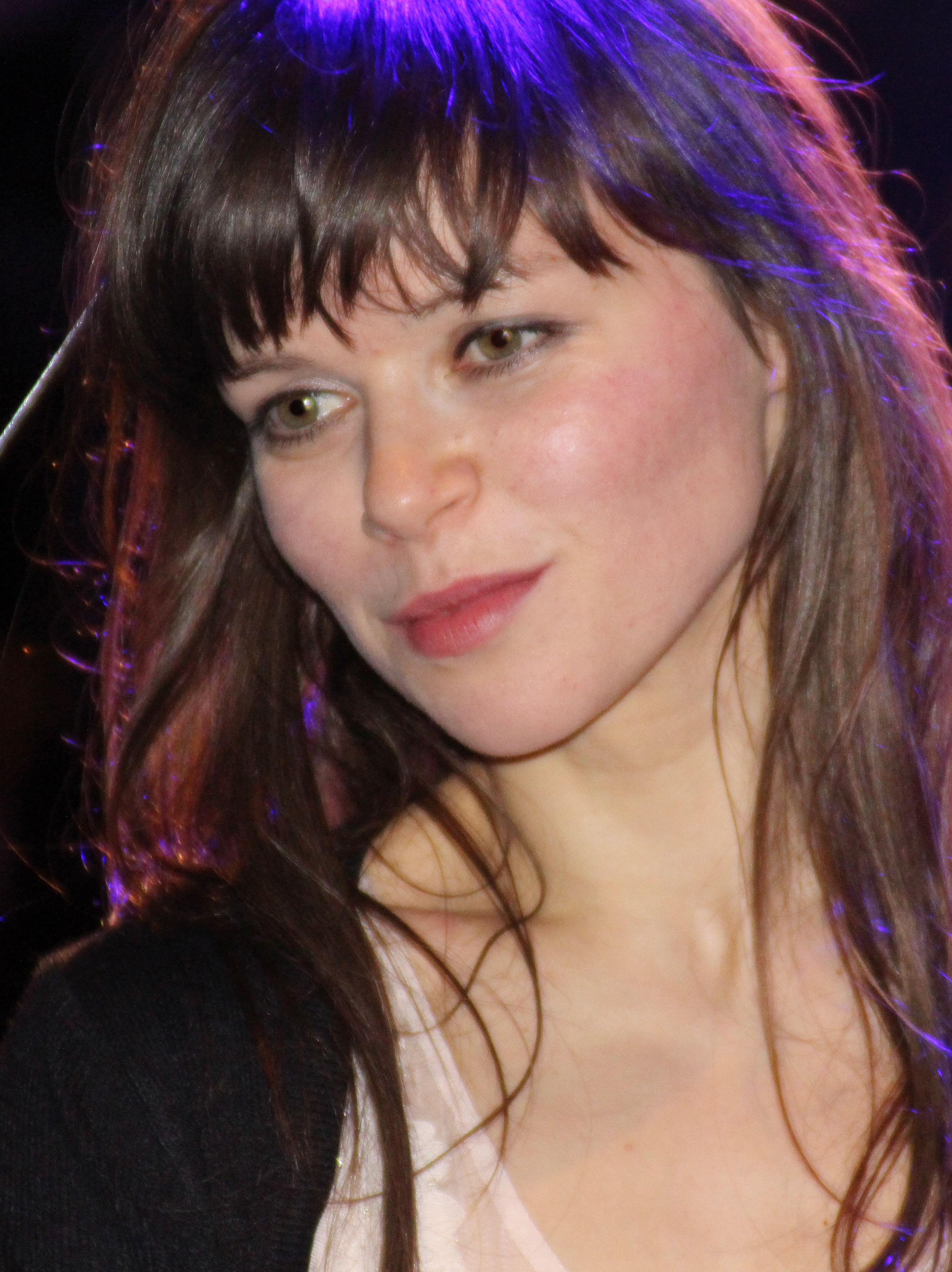
Lore Richter beim Max-Ophüls-Festival 2015

Lore Richter (* 5. Juli 1985) ist eine deutsche Schauspielerin und Synchronsprecherin.

## Leben und Karriere
Lore Richter erlernte die Schauspielkunst von 2000 bis 2002 an der Hochschule für Musik und Theater Rostock. Im Alter von 16 Jahren gab sie als Filmschauspielerin in dem Kurzfilm The Man Without Feelings unter der Regie von Daniel Steiner ihr Debüt. Ab 2008 war sie vermehrt in Film- und Fernsehproduktionen wie Rosa Roth oder Das Kindermädchen – beides unter der Regie von Carlo Rola – zu sehen.
Als Theaterschauspielerin hatte sie ihr erstes Engagement 2002 bis 2004 am Carrousel Theater Berlin. 2004 bis 2006 spielte sie am Thalia Theater Halle und 2007/08 an der Volksbühne Berlin. 2008/2011 gehörte Lore Richter zum festen Ensemble des Schauspiel Leipzig-Centraltheaters unter der Intendanz von Sebastian Hartmann.
Neben ihrer Gesangsausbildung in der Stimmlage Alt verfügt sie über eine 7-jährige Turnier-Tanzausbildung in Standard, Latein und Jazz Dance.

## Auszeichnungen
2015 erhielt Lore Richter den Max Ophüls Preis als beste Nachwuchsdarstellerin für ihre Rolle in dem Kurzfilm In uns das Universum.

## Filmografie
- 2001: The Man Without Feelings
- 2008: Geschichte Mitteldeutschlands – Das Magazin (Historiendoku)
- 2008: Sklaven und Herren
- 2008: Air Gear (Fernsehserie, Stimme)
- 2010: Der Bäcker
- 2011: Papa Gold, Regie: Tom Lass
- 2010: SOKO Leipzig – Girls, Girls, Girls (Fernsehserie), Regie: Maris Pfeiffer
- 2011: Polterabend
- 2011: Coco – Der neugierige Affe – Courious George (Stimme)
- 2011: Notruf Hafenkante – Alles Lüge (Fernsehserie), Regie: Rolf Wellingerhof
- 2011: Rosa Roth – Bin ich tot? (Fernsehreihe), Regie: Carlo Rola
- 2011: Die Gaeste
- 2011: No Strings Attached – Pinocchio
- 2012: Das Kindermädchen, Regie: Carlo Rola
- 2013: Dear Courtney, Regie: Rolf Roring
- 2012: In aller Freundschaft – Wunsch oder Wirklichkeit (Fernsehserie), Regie: Jürgen Brauer
- 2013: Inga Lindström – Der schwarze Schwan (Fernsehserie), Regie: John Delbridge
- 2013: SOKO Köln – Das Mädchen mit dem Flügelpferd (Fernsehserie), Regie: Daniel Helfer
- 2013: Schwestern, Regie: Anne Wild
- 2013: Hannas Reise, Regie: Julia von Heinz
- 2013: Couchmovie, Regie: Isabel Braak
- 2014: Die Pilgerin, Regie: Philipp Kadelbach
- 2014: SOKO Leipzig – Zwei Schwestern (Fernsehserie), Regie: Buddy Giovinazzo
- 2014/2018: Mann/Frau (Mini-Serie)
- 2015: Unverschämtes Glück (Politsatire)
- 2015: Philipp und Ich (Kurzfilm), Regie: Julius Schindler
- 2015: Letzte Spur Berlin – Gefrierpunkt (Fernsehserie), Regie: Maris Pfeiffer
- 2015: Das Romeo-Prinzip (Fernsehfilm), Regie: Eicke Bettinga
- 2015: Hangover in High Heels (Fernsehfilm), Regie: Sven Bohse
- 2016: Seitensprung mit Freunden (Fernsehfilm), Regie: Markus Herling
- 2016: Die Kanzlei – Im Netz (Fernsehserie)
- 2017–2018: Bettys Diagnose (Fernsehserie)
- 2017: SOKO Kitzbühel – Der innere Dämon (Fernsehserie)
- 2017: Die Kanzlei – Am Abgrund (Fernsehserie)
- 2017: Nord bei Nordwest – Der Transport (Fernsehreihe), Regie: Till Franzen
- 2017: Unter deutschen Betten, Regie: Jan Fehse
- 2017: Notruf Hafenkante – Ein neuer Anfang
- 2020: Löwenzahn – Polizei – Ein Schwein bricht ein (Fernsehserie)
- 2020: SOKO Wismar – Abgetaucht (Fernsehserie), Regie: Oren Schmuckler
- 2023: Das Traumschiff – Bahamas (Fernsehreihe), Regie: Marc Prill